# Pangenèse

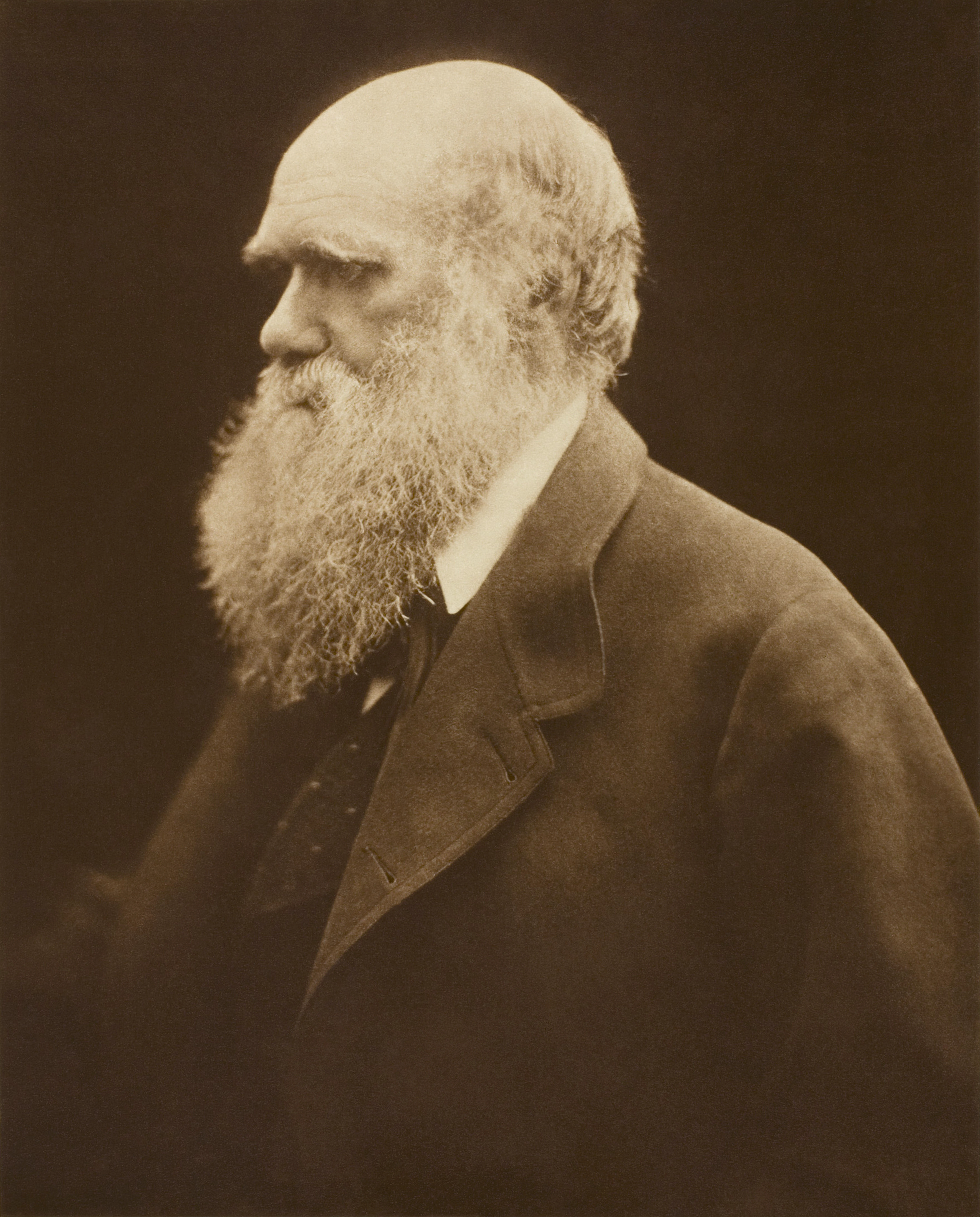
Charles Darwin

La pangenèse est le mécanisme hypothétique conçu par Charles Darwin pour expliquer l’hérédité. Exprimée d'abord en 1868 dans De la variation des animaux et des plantes à l'état domestique, cette théorie qui ne fait pas une distinction claire entre la transmission des caractères acquis et celle des caractères héréditaires, reprend la conception hippocratique selon laquelle l'ensemble de l'organisme participe à l'hérédité, mais en l'adaptant à la théorie cellulaire. La théorie des gemmules, qui s'est avérée erronée, a toutefois une importance en épistémologie - en attirant l'attention sur une masse de faits appelant explication.

## La pangenèse avant Darwin
Selon Hippocrate, les différentes parties du corps émettent des humeurs qui gagnent les organes génitaux où elles forment les semences (étymologiquement, pangenèse signifie en grec engendrement par le tout). Au XVIIIe siècle, Maupertuis adapte la conception hippocratique à la chimie de son temps qui est une chimie des particules et non plus des humeurs : les diverses parties du corps émettent selon lui des particules qui se regroupent dans les ovaires et les testicules y formant les semences ; après la fécondation, ces particules se rassemblent pour former un nouvel individu. À la même époque Buffon propose une théorie semblable mais légèrement différente.
L'explication par la pangenèse est alors en concurrence avec celle de la préformation des germes associée à celle de l'emboîtement des germes.
Darwin ne cite jamais Maupertuis : il n'est pas certain qu'il en ait directement eu connaissance.

## Les fondements de la théorie de la pangenèse
Darwin suppose que les cellules de tout le corps bourgeonnent émettant ainsi ce qu'il désigne comme des « gemmules ». Celles-ci, libérées dans le milieu extracellulaire et la circulation générale ont la capacité de s'agréger en une forme que Darwin appelle « polybourgeon ». Selon cette conception, les ovules et les spermatozoïdes sont les polybourgeons formés dans les organes génitaux.
Avec cette théorie Darwin tente de donner une explication cohérente à des phénomènes tels que :
- l'atavisme (qui résulte alors de l'activation de gemmules dormantes) ;
- la nature mixte des hybrides ;
- l'hérédité des caractères acquis ; et en particulier l'hérédité des mutilations ;
- la régénération des membres amputés (les membres manquants repoussent grâce à l'activation des gemmules des membres amputés) ;
- l'action de la semence mâle non pas seulement sur les ovaires mais sur la mère tout entière.

La pangenèse est aujourd'hui une théorie obsolète, que ne confirme pas l'observation.

## Améliorations ultérieures de la théorie
Dans son ouvrage ultérieur La Filiation de l'Homme, Darwin distingue deux facteurs importants : la transmission et l'actualisation des caractères hérités. L'idée de Darwin était que certains des caractères transmis pouvaient ne pas être apparents chez les géniteurs au moment de la fécondation et qu'ils se manifesteraient au même moment du développement de la progéniture que chez les parents (par exemple lors de la vieillesse). Pour être en accord avec sa théorie de la sélection sexuelle, il stipulait également que certains caractères transmis s'actualisaient différemment selon le sexe.

## Les expériences de Galton sur les lapins
Francis Galton, petit cousin de Darwin, entreprit plusieurs études sur l'hérédité qui le conduisirent à réfuter la théorie de la Pangenèse. Lors d'une longue série d'expériences de 1869 à 1871, il effectua des transfusions sanguines entre des lapins de races différentes et il examina les caractéristiques de leurs descendants. Il ne put mettre en évidence aucun trait génétique qui aurait pu être véhiculé par le sang transfusé. Darwin réfuta les conclusions de Galton en ces termes : « je n'ai jamais dit un seul mot concernant le sang ni aucun autre système circulatoire. Il est clair que le transport des gemmules par le sang ne constitue en aucune manière une conséquence nécessaire de ma théorie ; je m'en rapporte aux organismes les plus élémentaires, tels que les protozoaires qui ne possèdent ni sang ni vaisseaux ; je m'en rapporte aussi aux plantes dont les fluides, lorsqu'ils existent et circulent dans des vaisseaux, ne peuvent aucunement être considérés comme du vrai sang. » Il concéda cependant qu'« ayant pris connaissance des expériences de Mr. Galton, je réalisai n'avoir pas assez approfondi le sujet et n'avoir pas vu la difficulté de croire à la présence de gemmules dans le sang. »

## Hugo de Vries
En 1889, Hugo de Vries propose sa théorie de la pangenèse intracellulaire. À la différence des gemmules darwiniennes, les pangènes de De Vries ne quittent pas la cellule. Suivant cette conception, les pangènes se trouvent dans le noyau cellulaire et dans le cytoplasme ; ils peuvent passer du noyau au cytoplasme.